# Platysodes formosanus
Platysodes formosanus är en skalbaggsart som beskrevs av Kobayashi 1990. Platysodes formosanus ingår i släktet Platysodes och familjen Cetoniidae. Inga underarter finns listade i Catalogue of Life.